# Volk en Staat
Volk en Staat war eine belgische Tageszeitung mit Redaktionssitz in Antwerpen, die von 1936 bis 1944 bestand. Sie entwickelte sich ab Ende der 1930er Jahre zum Sprachrohr des Flämischen Nationalverbands (Vlaams Nationaal Verbond, kurz VNV), einer Partei, die während der deutschen Besatzung Belgiens im Zweiten Weltkrieg mit der Militärverwaltung kollaborierte. Da der VNV sich unter die nationalsozialistische Ordnung stellte, galt dies auch für Volk en Staat.

## Geschichte

### Vor der deutschen Besatzung Belgiens
Volk en Staat ging aus der Zeitung De Schelde hervor, die sich Ende 1933 in finanziellen Schwierigkeiten befand. Herman Van Puymbrouck, früherer Vorsitzender der Vlaamsche Front, bot daraufhin den niederländischen Anteilseignern, die die Mehrheit an dem Blatt hielten an, De Schelde durch einen Kauf vor der Einstellung zu bewahren. Nachdem er die eine Hälfte des geforderten Betrags, nach seiner Aussage aus eigenen Mitteln aufgebracht, bezahlt hatte, gelang es ihm nicht, den Restbetrag vollständig zu beschaffen, sodass er nur eine Minderheit der Anteile erhielt.
1934 begann sich Van Puymbrouck dem Flämischen Nationalverband anzunähern, was an der weiterhin schlechten Situation der Zeitung und dem Aufstieg des VNV gelegen haben dürfte. Nachdem er sich am 30. September 1936 in einem Artikel zum VNV bekannt hatte, wurde am 15. November jenes Jahres der Titel der Zeitung schließlich auf Volk en Staat geändert. Van Puymbrouck erklärte die Zeitung nun offiziell als VNV-nah, stellte aber umgekehrt klar, dass der VNV nicht unbedingt mit der Art und Weise übereinstimmen müsse, wie die Zeitung seine Politik verteidige. Tatsächlich war vielen Mitgliedern des VNV die Zeitung bisweilen zu radikal; Van Puymbrouck zeigte offen seine Affinität zum Nationalsozialismus, und der sich im Blatt findende Antisemitismus stieß manchen Leser ab. VNV-Mitgründer Hendrik Borginon protestierte bei VNV-Chef Staf De Clercq über Van Puymbrouck sowie die Ausrichtung der Zeitung und versuchte anschließend vergeblich die niederländischen Anteilseigner dazu zu bewegen, das Blatt aus den Händen Van Puymbroucks zu bekommen. Schließlich gelang dies doch, nach einer ersten Maßnahme, der Benennung Antoon Mermans zum Chefredakteur, bekam Staf De Clercq die Mehrheit der Anteile, nachdem durch einen Regierungserlass ausländische Beteiligungen an belgischen Zeitungen verboten worden waren. Van Puymbrouck beschuldigte später De Clercq, von deutscher Seite aus Geld empfangen zu haben. Er blieb noch bis 1938 bei Volk en Staat, hatte aber keinen Einfluss mehr auf die Redaktion.
Mermans war zunächst sowohl Chefredakteur als auch Geschäftsführer, bis 1939 der frühere Geschäftsführer der Schelde zur Zeitung zurückkehrte und die Geschäftsleitung wieder übernahm. Unter Mermans nahm Volk en Staat eine gemäßigtere Haltung ein. Vor dem Krieg wurden jedoch keine großen Fortschritte erzielt, die Auflage überstieg bis dahin nie 10.000 Exemplare, und die Zeitung konnte sich nicht einmal ein Abonnement auf die Nachrichtenagentur Belga leisten. Daran änderte auch eine finanzielle Unterstützung seitens der Presseabteilung der deutschen Botschaft nichts. Firmin Parasie, ein Freund Van Puymbroucks und Gegner Mermans', beschuldigte Volk en Staat im Konkurrenzblatt Dietsche Voorpost, beträchtliche Summen aus deutscher Hand zu empfangen. Dabei blieb es nicht, durch ein Komplott, an dem neben Parasie auch Van Puymbrouck und der in deutschen Diensten stehende Agent Paul Vrijdaghs beteiligt war, wurde erreicht, dass Volk en Staat vom 17. Januar bis 27. Februar 1940 von einem Erscheinungsverbot betroffen war. Während des deutschen Angriffs auf Belgien musste die Zeitung schließlich erneut das Erscheinen einstellen, da sowohl Geschäftsführer Peeters als auch Chefredakteur Mermans als „verdächtige Elemente“ nach Frankreich deportiert wurden.

### Während der deutschen Besatzung Belgiens
Staf De Clercq versuchte nach Ende der Kampfhandlungen ein Neuerscheinen zu erreichen; weil sich Mermans noch in Frankreich befand, wurde mit Jan Brans ein früherer Redakteur der Zeitung zum Chefredakteur ernannt. Da die frühere Druckerei nicht dazu bereit war, ihre Kapazitäten Volk en Staat zur Verfügung zu stellen, ehe sie ihre Schulden bezahlt hatte, wurde hierfür die Druckerei der Volksgazet in Beschlag genommen, die ebenfalls ihr Erscheinen hatte aussetzen müssen. Obwohl Brans von einer Gruppe VNV-Mitgliedern mitgeteilt wurde, dass sie bevorzugen würden, die Rückkehr Mermans und Peeters abzuwarten und dies auch De Clercqs Ansinnen sei, sah Brans keinen Weg mehr zurück und ließ die Zeitung wieder vom 13. Juni 1940 an erscheinen. Spätere Behauptungen von leitenden VNV-Kadern nach dem Krieg, die Zeitung sei gegen den Willen des VNV wieder erschienen, sind zumindest De Clercq betreffend durch dessen schriftliche Erklärung an Peeters widerlegt.
Volk en Staat erschien nun im Format und Schrifttyp der Volksgazet. Vorerst vereinte Brans in seiner Person die Funktion eines Chefredakteurs, Geschäftsführers und Herausgebers, doch schon bald kamen Peeters und Mermans wieder zurück und nahmen am 16. August 1940 ihre alten Positionen wieder ein, Brans wurde nun stellvertretender Chefredakteur. Im herausgebenden Verlag De Schelde wurde während der Besatzungsjahre nicht nur die Zeitung, sondern auch Bücher und Schreibpapier produziert. Zudem baute der Verlag eine durch Peeters Frau geleitete Buchhandelskette mit Filialen in Brüssel, Löwen, Gent und Lier auf. Die meisten der VNV-Publikationen erschienen bei De Schelde, seit Februar 1944 auch die wöchentlich erscheinende Illustrierte De Illustratie.
Die Anzahl der Mitarbeiter des Verlags wuchs rasch an und betrug Ende 1943 über 230 Mitarbeiter. Neben den 14 Journalisten der Redaktion arbeiteten noch etwa 10 freie Mitarbeiter für die Zeitung, des Weiteren noch Korrespondenten in Berlin, Paris und Den Haag. Seit der Rückkehr Brans erschien die Zeitung in zwei Ausgaben, Mermans und sein Stellvertreter Brans waren jeweils für eine Ausgabe verantwortlich. Brans wurde nun gleichberechtigter Chefredakteur, nach Mermans Eintritt in die Provinzialbehörde übernahm er schließlich die Chefredaktion beider Ausgaben. Brans blieb bis März 1944 Chefredakteur und ging anschließend nach Spanien, er wurde durch Jeanne De Bruin ersetzt.
Die Auflage betrug während der Besatzungsjahre zwischen 40.000 und 55.000 Exemplaren. Autoren, die niedrigere Werte angeben, geben keine Quelle an, während Léon Degrelle und Geschäftsführer Peeters Zahlen angaben, die deutlich oberhalb der genannten Spanne liegen. Der Erfolg der Zeitung während der Besatzungsjahre kann dabei in Zusammenhang mit dem Aufstieg des VNV während dieses Zeitraums gesehen werden, als dessen Sprachrohr sie diente. Dies wurde auch so in den Richtlinien der Redaktion festgelegt, in denen auch darüber hinaus stand, dass sich Volk en Staat als eine dem Nationalsozialismus verpflichtete Publikation verstand. Obwohl sich während der Zeit, als Mermans und Brans jeweils für eine Ausgabe verantwortlich waren, diese sich nicht besonders unterschieden, gab es manchmal die spöttische Bemerkung, Mermans' Ausgabe sei für Analphabeten und Brans für die Begabten. In Mermans' Ausgabe drang noch eine folkloristische Sentimentalität durch, während Brans eher auf eine moderne Zeitung zielte. Die Idee zu beiden Ausgaben kam von Peeters, der die verschiedenen Persönlichkeiten der beiden Chefredakteure zur Entfaltung kommen lassen wollte. Beide Ausgaben verkauften sich ungefähr gleich viel.
Inhaltlich kehrte Volk en Staat wieder zum Kurs Van Puymbroucks zurück, inklusive des Antisemitismus, der doch vor dem Krieg noch auf Ablehnung gestoßen war. Es verwundert daher nicht, dass die Zeitung im Allgemeinen ein gutes Verhältnis zur Propaganda-Abteilung der Besatzungsbehörde hatte. Sie wurde dann auch privilegiert, während alle Zeitungen (mit Ausnahme des deutschen Besatzungsorgans Brüsseler Zeitung) 1944 auf den Umfang von zwei Seiten zwangsweise reduziert wurden, durfte Volk en Staat mit vier Seiten erscheinen, im Jahr zuvor hatte es die Papiervorräte von Le Matin und De Nieuwe Gazet erhalten. Trotzdem kam es zu Konflikten, so bekamen Mermans und Brans eine Geldbuße, weil sie einen Artikel nicht der Vorzensur unterworfen hatten. Ein Redakteur erhielt gar eine einmonatige Gefängnisstrafe, weil er in einem Artikel ein Plädoyer für den Frieden gehalten und die Selbständigkeit der kleinen Staaten eingefordert hatte. Dabei hatte dieser Artikel zuvor die Vorzensur passiert. Höchstwahrscheinlich hatte der Zensor den Artikel nicht richtig gelesen oder verstanden. Doch laut dem betroffenen Redakteur De Bruyne steckte hinter der Strafe eine Aktion eines Feindes des VNV (die Konkurrenzorganisation Deutsch-Vlämische Arbeitsgemeinschaft (DeVlag) oder die SS), der den Artikel nach Berlin gebracht hätte, von wo aus diese Strafmaßnahme diktiert worden sei. De Bruyne musste die Strafe nur zur Hälfte absitzen, die Begründung lautete, dass der Artikel der Zensur vorgelegen hatte und er sich zuvor stets loyal verhalten habe. Für Schwierigkeiten sorgte auch, dass die Zeitung einige Male das dietse Thema (Irredentismus in Form der Vereinigung aller niederländischsprachigen Gebiete) zur Sprache brachte. Zu einer kritischen Situation im Verhältnis zur Propaganda-Abteilung kam es jedoch nicht, da die Zeitung das Sprachrohr der wichtigsten kollaborierenden Organisation Belgiens Flanderns war.
Im Juli 1941 erschien in der Zeitung ein erster Aufruf zur Teilnahme Freiwilliger an der deutschen Ostfront, dort war jedoch Volk en Staat verboten, lediglich die konkurrierenden DeVlag- und SS-Publikationen waren erlaubt. Auch war die Reichsausgabe der DeVlag-Zeitung Vlaamsche Land, die für flämische Arbeiter im Deutschen Reich bestimmt war, dort wesentlich erfolgreicher als Volk en Staat, dessen Ausbreitung entgegengewirkt wurde.
Die letzte Ausgabe der Zeitung erschien am 4. September 1944, als Antwerpen durch alliierte Truppen befreit wurde.